# Stalagtia monospina
Stalagtia monospina là một loài nhện trong họ Dysderidae.
Loài này thuộc chi Stalagtia. Stalagtia monospina được miêu tả năm 1933 bởi Absolon & Kratochvíl.